# Rajd Monte Carlo 1978
Rajd Monte Carlo 1978 (46. Rallye Automobile de Monte-Carlo) – rajd samochodowy rozgrywany w Monaco od 21 do 28 stycznia  1978 roku. Była to pierwsza runda Rajdowych Mistrzostw Świata w roku 1978. Rajd został rozegrany na asfalcie i śniegu. 

## Wyniki końcowe rajdu[1]
| Msc. | Kierowca            | Pilot                 | Samochód          | Czas       | Strata   | Grupa | Pkt zespół | Pkt kierowca |
| ---- | ------------------- | --------------------- | ----------------- | ---------- | -------- | ----- | ---------- | ------------ |
| 1.   | Jean-Pierre Nicolas | Vincent Laverne       | Porsche 911       | 6h 57m 03s |          | 4     | 10+8       | 9            |
| 2.   | Jean Ragnotti       | Jean-Marc Andrie      | Renault 5 Alpine  |            | +1m 52s  | 2     | 9+8        | 6            |
| 3.   | Guy Frequelin       | Jacques Delaval       | Renault 5 Alpine  |            | +2m 52s  | 2     |            | 4            |
| 4.   | Walter Rohrl        | Christian Geistdorfer | Fiat 131 Abarth   |            | +3m 19s  | 4     | 7+7        | 3            |
| 5.   | Bernard Darniche    | Alain Mahe            | Fiat 131 Abarth   |            | +5m 41s  | 4     |            | 2            |
| 6.   | Jean-Claude Andruet | Michele Petit         | Fiat 131 Abarth   |            | +6m 20s  | 4     |            | 1            |
| 7.   | Michele Mouton      | Francoise Conconi     | Lancia Stratos HF |            | +8m 47s  | 4     | 4+4        |              |
| 8.   | Maurizio Verini     | Francesco Rossetti    | Fiat 131 Abarth   |            | +11m 58s | 4     |            |              |
| 9.   | Anders Kullang      | Bruno Berglund        | Opel Kadett GT/E  |            | +14m 38s | 1     | 2+8        |              |
| 10.  | Fulvio Bacchelli    | Arnaldo Bernacchini   | Lancia Stratos HF |            | +14m 55s | 4     |            |              |

## Punktacja

### Klasyfikacja producentów
| Lp | Producent | Pkt. |
| -- | --------- | ---- |
| 1  | Porsche   | 18   |
| 2  | Renault   | 17   |
| 3  | Fiat      | 14   |
| 3  | Opel      | 10   |
| 5  | Lancia    | 8    |

- Uwaga: Tabela obejmuje tylko pięć pierwszych miejsc.

### Klasyfikacja  FIA Cup for Rally Drivers
| Lp | Producent           | Pkt. |
| -- | ------------------- | ---- |
| 1  | Jean-Pierre Nicolas | 9    |
| 2  | Jean Ragnotti       | 6    |
| 3  | Guy Fréquelin       | 4    |
| 4  | Walter Röhrl        | 3    |
| 5  | Bernard Darniche    | 2    |

- Uwaga: Tabela obejmuje tylko pięć pierwszych miejsc.